# Grand Prix de Plumelec 1988
Il Grand Prix de Plumelec 1988, quattordicesima edizione della corsa, si svolse il 29 maggio su un percorso con partenza e arrivo a Plumelec. Fu vinto dal francese Frédéric Brun della Z-Peugeot davanti ai suoi connazionali Gérard Rué e Thierry Claveyrolat.

## Ordine d'arrivo (Top 10)
| Pos. | Corridore           | Squadra                   | Tempo |
| ---- | ------------------- | ------------------------- | ----- |
| 1    | Frédéric Brun       | Z-Peugeot                 |       |
| 2    | Gérard Rué          | Système U                 |       |
| 3    | Thierry Claveyrolat | R.M.O.                    |       |
| 4    | Henri Abadie        | Z-Peugeot                 |       |
| 5    | Stefan Van Leeuwe   | SEFB-Peugeot-Tonissteiner |       |
| 6    | Jerome Simon        | Z-Peugeot                 |       |
| 7    | Per Pedersen        | R.M.O.                    |       |
| 8    | Michel Bibollet     | R.M.O.                    |       |
| 9    | Stephen Swart       | SEFB-Peugeot-Tonissteiner |       |
| 10   | Patrice Esnault     | R.M.O.                    |       |